# Rubus kiesewetteri
Rubus kiesewetteri är en rosväxtart som beskrevs av Heinz Siegfried Henker. Rubus kiesewetteri ingår i släktet rubusar, och familjen rosväxter. Inga underarter finns listade i Catalogue of Life.